# Tom Boardman
Thomas Gray Boardman (12 janvier 1919 - 10 mars 2003) est un commandant de char de la Seconde Guerre mondiale, un homme politique conservateur, un Ministre et président de National Westminster Bank.

## Jeunesse
Thomas Gray Boardman est né le 12 janvier 1919, juste après la fin de la Première Guerre mondiale. Il fait ses études à l'école Bromsgrove dans le Worcestershire (et plus tard, il est le «président de l'école» de 1983 à 1994) . Son père est propriétaire foncier et lord-maire de Daventry, qui exploite 500 acres dans le Northamptonshire ,. Comme beaucoup de sa génération, les années de formation de Boardman sont façonnées par la perspective de plus en plus réelle de la guerre. À la sortie de l'école, Boardman paye 500 £ pour devenir stagiaire chez un avocat local, mais en 1938, malgré un intérêt précoce pour le droit et la politique, il s'enrôle dans l'armée britannique comme soldat dans le 1er Northamptonshire Yeomanry .

## Service militaire
Au début de la Seconde Guerre mondiale, Boardman est sélectionné pour s'entraîner au Collège militaire royal de Sandhurst et nommé comme sous-lieutenant le 14 septembre 1940. Il est promu lieutenant-colonel et commande le 1er bataillon Northamptonshire Yeomanry pendant la campagne du nord-ouest de l'Europe . Il obtient la Croix militaire (MC) en Normandie lors de l'opération Overlord, au début de l'opération de piégeage des forces allemandes dans la poche de Falaise.
Après le débarquement du jour J en 1944, Boardman dirige quatre colonnes blindées formées à partir du Northamptonshire Yeomanry et du Black Watch. Les colonnes doivent prendre Saint-Aignan-de-Cramesnil, à une vingtaine de kilomètres au sud de Caen .
Les 6 et 7 août 1944, Boardman effectue une reconnaissance dans le no man's land, malgré les tirs allemands, pour lui permettre d'établir la route dans l'obscurité. Lors de l'attaque nocturne du 7/8 août, il réussit ensuite à faire avancer les colonnes à travers la faille de Falaise vers le village de St Aignan de Cramesnil, en descendant plusieurs fois de son char, et en repartant à pied pour trouver des parties des colonnes qui avaient perdu le contact. Il doit éclairer la voie à suivre avec un Pistolet de détresse, devenant une cible très visible pour les tirs ennemis. Après avoir utilisé toutes ses fusées éclairantes, Boardman doit courir vers le deuxième char de la colonne pour en trouver plus, ce faisant, il a failli tomber dans une tranchée pleine d'Allemands; mais l'objectif est atteint .
Le 8 août 1944, Kurt Meyer, de la division SS Hitlerjugend, ordonne aux éléments de son commandement de contre-attaquer et de reprendre les hauteurs prises par les Alliés  . Michael Wittmann «Le Baron Noir», un commandant de char Waffen-SS allemand notable, dirige un groupe de sept chars Tiger, du Bataillon lourd SS-Panzer 101, soutenu par des chars supplémentaires et de l'infanterie. Boardman, avec un escadron du 1er Northamptonshire Yeomanry, tend une embuscade aux allemands traversant un terrain dégagé vers les hauteurs depuis la limite des arbres. C'est l'ordre de Boardman au tireur Joe Ekins, qui tue Wittman. Selon l'historien Hart, l'unité de Boardman est positionnée dans un bois sur le flanc droit des chars Tiger en progression. Vers 12 h 47, ils les affrontent, stoppant l'attaque et tuant Wittmann . L'escadron de Boardman (dont il est le commandant en second) repousse la contre-attaque lourde et la citation pour sa croix militaire lui donne une grande partie du crédit pour cela et la destruction de 12 chars allemands . Son MC est publié le 21 décembre 1944.
Boardman est plus tard le commandant du Northamptonshire Yeomanry, quand ils deviennent une partie de l'armée territoriale .

## Carrière politique
À la fin de la Seconde Guerre mondiale, Boardman passe ses examens de droit chez Gibson & Wheldon . Il se qualifie et exerce en tant qu'avocat à Northampton et siège aux conseils d'administration de plusieurs sociétés; son bon jugement fait de lui un contributeur précieux aux affaires en tant qu'administrateur . Il devient le directeur financier d'Allied Breweries et, en 1958, il est président de Chamberlain Phipps, le fabricant de Wellingborough d'adhésifs, d'isolation, de revêtement et de composants de chaussures . Il occupe ce poste jusqu'en 1978.
L'intérêt de Boardman pour la politique conduit à sa désignation comme candidat conservateur pour Leicester South-West, où il affronte le whip en chef du Labour, Herbert Bowden, aux élections de 1964 et 1966. Bowden est élevé à la Chambre des lords en 1967 et Boardman, à l'âge de 48 ans, remporte le siège lors d'une élection partielle sensationnelle, battant le candidat travailliste Neville Sandelson et transformant une majorité travailliste en une majorité conservatrice de 3939 voix (15,7 pour cent) .
Ce fut une période de succès conservateur considérable et Boardman consolide son emprise sur le siège. En 1970, il bat le candidat travailliste avec seulement 106 voix . À ce moment-là, ses collègues conservateurs l'ont déjà élu à l'exécutif du Comité 1922 et il est président du comité parlementaire de l'Institut des directeurs. Des engagements commerciaux l'empêchent d'accepter le premier poste gouvernemental qui lui est offert, en tant que secrétaire privé principal de Margaret Thatcher.
Les compétences de Boardman sont rapidement reconnues par le nouveau gouvernement conservateur d'Edward Heath en 1970. Il acquiert rapidement la réputation de ne parler publiquement que de sujets qu'il connait bien, en particulier dans les domaines de l'industrie et du commerce. En avril 1972, il est nommé ministre de l'Industrie au ministère du Commerce et de l'Industrie, où il est considéré par beaucoup comme un ardent défenseur du progrès dans l'industrie . Heath fait appel à Boardman pour faire avancer le programme d'expansion industrielle, dans un remaniement qui suit le dévoilement du projet de loi sur l'industrie. C'est le fameux «revirement» de Heath sur la politique industrielle, dans lequel une approche de marché libre est abandonnée au profit d'un retour à l'intervention, de subventions pour les «canards boiteux» et de contrôles des prix .
À la suite de la grève des mineurs de 1972, Boardman mène l'examen de la loi sur l'industrie du charbon par le Parlement. Il injecte d'énormes subventions pour maintenir solvable le National Coal Board. Ayant obtenu une indemnité record dans le cadre de ce règlement, les mineurs restent tranquilles jusqu'à l'été 1973, lorsqu'ils exigent 35 pour cent supplémentaires .
Boardman et son collègue ministre subalterne, Peter Emery, représentent le gouvernement dans les négociations qui suivent, dans lesquelles le National Coal Board présente une formule qui offre le maximum autorisé par le code de rémunération «Stage Three» de Heath, plus une tranche supplémentaire liée à la productivité. Cela ne laisse aucune place à de nouvelles négociations du côté du National Coal Board. Mais tout espoir que le chef des mineurs, Joe Gormley, puisse persuader son exécutif de l'accepter est mis à mal par les machinations de son collègue d' extrême gauche Mick McGahey, qui dit à Heath qu'il veut voir le gouvernement tomber. Bien que d'autres aient critiqué le National Coal Board pour avoir trop offert aux mineurs trop tôt, Boardman les a toujours défendus, estimant que la législation rendait cela inévitable et que toute concession devrait être trouvée en dehors du code. Il est également clair que si les mineurs avaient été considérés comme un cas particulier, d'autres syndicats auraient été contraints de l'exploiter. Il pensait à Frank Chapple de l'EETPU, qui lui avait dit sans ambages que «si ces voyous obtenaient un sou de plus» que ses propres ouvriers, il pourrait arrêter le pays en 48 heures. Boardman prend part aux pourparlers avec les mineurs et il a impressionné Heath .
Pendant ce temps, la guerre éclate au Moyen-Orient et les producteurs de pétrole arabes augmentent considérablement le prix du pétrole. Cela renforce la position des mineurs et, en novembre, ils lancent une interdiction des heures supplémentaires. Les approvisionnements en pétrole et en charbon étant menacés, le gouvernement déclare l'état d'urgence. Dans une atmosphère de tension extrême, Boardman prend la responsabilité des mesures d'urgence, qui impliquent l'interdiction des utilisations non essentielles de l'électricité et des restrictions de chauffage dans les magasins et les bureaux .
Il y avait aussi un plan pour couper le chauffage dans les écoles. Mais la secrétaire à l'éducation, Margaret Thatcher, qui a entendu la nouvelle dans une émission de radio, n'a pas été consultée. Furieuse, elle fait irruption dans le bureau de Boardman. « Après ce que les diplomates qualifieraient d'échanges francs, [je] l'ai fait arrêter », se souvient-elle dans ses mémoires .
Boardman est admiré pour son calme sous le feu. Il rassure le public sur le fait que les stocks de charbon des centrales électriques tiendraient tout l'hiver; et, quand une polémique éclate au sujet d'un éventuel rationnement de l'essence, il minimise les préparatifs de son ministère comme " une action purement administrative… les fonctionnaires cherchent à voir si les souris ont mangé les carnets de rationnement " .
Il est fréquemment appelé à Downing Street pour participer à des entretiens avec des dirigeants du Syndicat national des mineurs et avec des représentants des émirats pétroliers. Et il donne un exemple largement apprécié au plus fort de la pénurie en échangeant sa voiture ministérielle contre un modèle plus petit. Il tient également à faire savoir qu'il a baissé le thermostat de son chauffage central au mazout .
Boardman montre son tempérament lorsqu'il refuse aux travailleurs du gaz une commission d'enquête sur leur conflit du travail contre la phase II de la politique des prix et des revenus: " Il n'y a rien à enquêter ", a-t-il déclaré à la Chambre des communes. Il dirige la politique énergétique pendant le premier grand choc pétrolier jusqu'à ce que Heath, contre la volonté de Lord Peter Walker et de Boardman, décide qu'il devrait y avoir un nouveau ministère de l'énergie .
Boardman est un homme politique de charme et de talent, reconnu pour sa loyauté et pour la minutie avec laquelle il prépare ses dossiers et remanie chaque déclaration ou document émanant de son bureau. Il est également très patient à l’écoute des problèmes de l’industrie, à une époque où les coûts montent en flèche et que le militantisme des ateliers se développe. Son seul défaut, selon son chef ministériel, Lord Walker, est qu'"il travaille trop dur et est trop inquiet ... J'avais beaucoup de mal à voir que Tom dormait et se détendait suffisamment le week-end" . Il est promu au poste de secrétaire en chef au Trésor dans les derniers jours du gouvernement de Heath  mais avec la défaite du gouvernement aux élections de février 1974, il perd son propre siège au profit de Jim Marshall du Parti travailliste, ce qui met fin à sa carrière politique .

## Homme d'affaires
Boardman rejoint le conseil d'administration d'Allied Breweries en 1974, devenant vice-président l'année suivante . Il devient également trésorier honoraire conjoint du Parti conservateur, poste qu'il occupe jusqu'en 1982  Il réussit à acheter le site du siège central des conservateurs à Smith Square au conseil de Westminster pour 1,32 million de livres sterling, ce qui lui permet d'être vendu trois fois le montant seulement deux ans plus tard . Il est président de l'Association des chambres de commerce britanniques pendant trois ans à partir de 1977  et siège au conseil de la Confédération de l'industrie britannique.
Boardman reste politiquement impliqué. Il est créé pair à vie en tant que baron Boardman, de Welford dans le comté de Northamptonshire le 10 juillet 1980.
En 1978, Boardman devient président du groupe de matériaux de construction Steetley Industries (il est administrateur depuis 1975), le groupe de matériaux de construction .
En 1979, Boardman rejoint le conseil d'administration de la National Westminster Bank et succède à Lord Kingsdown (devenu gouverneur de la Banque d'Angleterre) à la présidence en 1983. C'est une période où NatWest dépasse Barclays pour devenir le leader du marché de la banque High Street, et poursuit de grandes ambitions, notamment dans la banque d'investissement et en Amérique du Nord. En 1988, les actions de National Westminster sont cotées à la bourse de Tokyo pour la première fois.
Au cours de sa décennie avec ce qui est alors la plus grande banque de détail, Boardman contribue à faire de Natwest la plus rentable et la plus dynamique du pays. Malheureusement, certains de ses subordonnés commettent des erreurs, notamment dans le comté de Natwest, dont la gestion de la prise de contrôle de Manpower par Blue Arrow est très critiquée par les inspecteurs du ministère du Commerce et de l'Industrie - à la fureur de Boardman. Trois hauts dirigeants démissionnent et Boardman démissionne trois mois plus tard, au début de 1989. Bien que n'étant pas personnellement impliqué dans la fraude et ignorant tout acte répréhensible, Boardman choisit de démissionner quelques mois avant la fin de son mandat .
Boardman est président du comité des London & Scottish Clearing Bankers de 1987 au cours des deux dernières années d'un mandat très réussi jusqu'à sa démission de NatWest en 1989 . Il est également administrateur de MEPC, la société immobilière. En 1993, à l'instigation de NatWest et d'autres banques, il devient président de Heron International, le groupe immobilier en difficulté créé par Gerald Ronson .
À la retraite, Boardman est actif à la Chambre des lords presque jusqu'à sa mort. Il trouve plus de temps pour profiter de sa vie à Welford, dans le Northamptonshire. Cavalier habile, il monte dans les premiers temps dans des steeple-chases militaires. Il chasse avec le Pytchley jusqu'à ce qu'il ait soixante-dix ans, ne se retirant que lorsque son fidèle mont Bramble devient trop vieux pour continuer . Boardman vit dans le Northamptonshire toute sa vie, devenant lieutenant adjoint du comté en 1977, et haut shérif du Northamptonshire en 1979. Il reçoit des doctorats honorifiques des universités de Nottingham et de la ville. Parmi ses nombreuses œuvres caritatives, Boardman est président de l'appel national pour le The Prince's Trust.

## Affaire juridique
Boardman mérite également d'être signalé en tant qu'appelant dans Boardman v Phipps [1967] 2 AC 46 (Chambre des lords), une affaire de principe sur l'obligation fiduciaire et les fiducies implicites. Bien qu'il ait finalement été tenu de rendre compte à la fiducie des avantages supplémentaires résultant de ses actions, les tribunaux l'ont félicité pour le service qu'il a rendu aux bénéficiaires, auxquels le tribunal a estimé qu'il avait des obligations fiduciaires. Alors qu'il perdait et aurait techniquement dû rendre compte des bénéfices, Boardman est en fait autorisé à conserver la plus grande partie des bénéfices en récompense de son service.

## Vie privée
Lord Boardman épouse Deirdre Chaworth-Musters (née Gough) (1923-2014) en 1948, et le couple a deux fils et une fille (Lady Boardman a également une fille par son premier mariage). Leur fille Grania Janet Gray Boardman épouse Rupert Law, 9e baron Ellenborough.